# Galeata
Galeata é uma comuna italiana da região da Emília-Romanha, província de Forlì-Cesena, com cerca de 2 289 habitantes. Estende-se por uma área de 63 km², tendo uma densidade populacional de 36 hab/km². Faz fronteira com Civitella di Romagna, Predappio, Premilcuore, Rocca San Casciano, Santa Sofia.
Pertence à rede das Cidades Cittaslow.

## Demografia
| Variação demográfica do município entre 1861 e 2011                               |
|                                                                                   |
| Fonte: Istituto Nazionale di Statistica (ISTAT) - Elaboração gráfica da Wikipedia |